# Programa Ranger

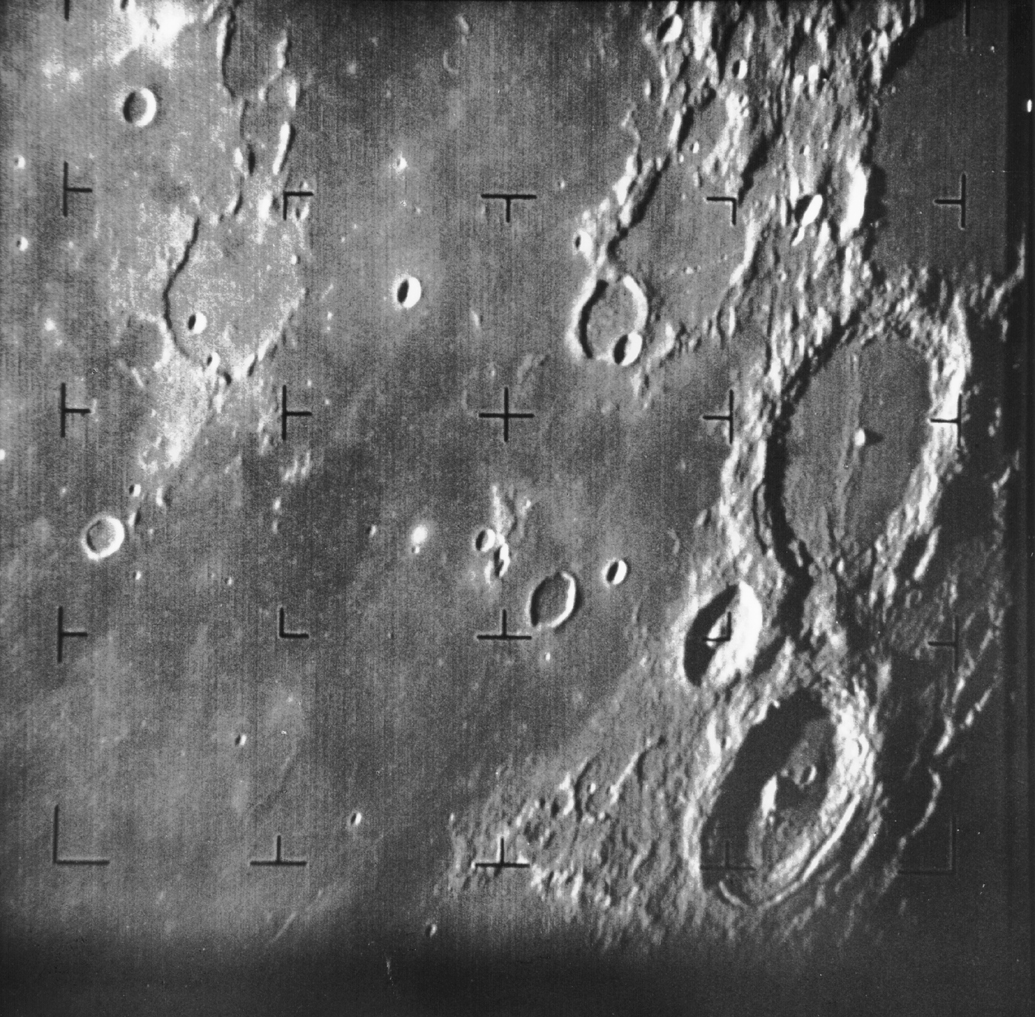
Ranger 7, primera imagen de la Luna de una sonda de EE. UU., el 31 de julio de 1964, 13:09 UT, unos 17 minutos antes de impactar en la superficie lunar. El gran cráter en el centro a la derecha es Alphonsus.

Las Ranger fueron las primeras sondas estadounidenses, desarrolladas en el año 1960 por el Jet Propulsion Laboratory (JPL). Su objetivo principal era fotografiar la Luna para obtener información acerca de las características de la superficie lunar, con vistas al desarrollo de los programas Surveyor y Apolo.
La dirección estuvo a cargo de empleados del JPL en coordinación con la NASA. Sin embargo, los fracasos del proyecto dieron origen a un distanciamiento entre ambas entidades.
El vehículo lanzador era un cohete del tipo Atlas-Agena B. Fueron lanzadas 9 sondas, de las que solo obtuvieron resultados positivos las Ranger 7, 8 y 9.

## Misiones Ranger

### Ranger 1

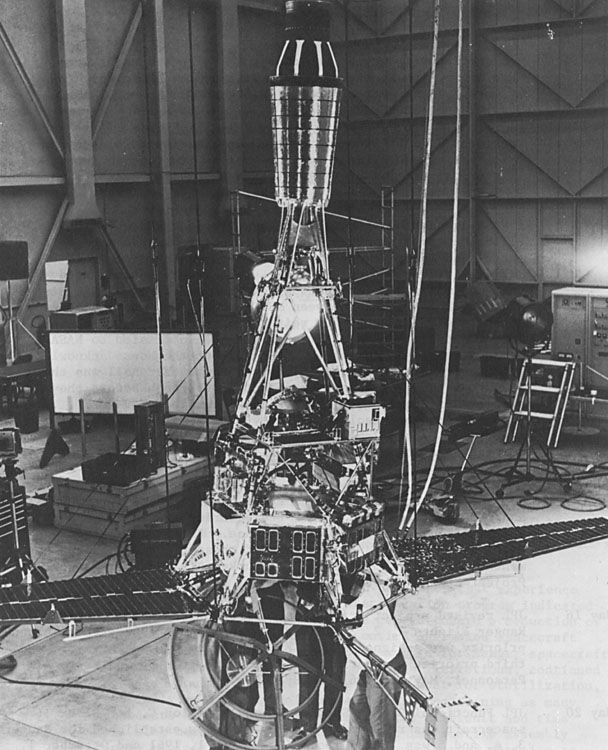
Sonda Ranger 1 y 2.

Fecha de lanzamiento: 23 de agosto de 1961
Fecha de finalización: 30 de agosto de 1961	
Masa: 306 kg
Misión: Probar el vehículo y medir la radiación crepuscular. Falló en el reencendido y entró en una órbita muy baja de 169 ×504 km: tras 111 órbitas cayó a la Tierra.

### Ranger 2
Fecha de lanzamiento: 18 de noviembre de 1961
Fecha de finalización: 20 de noviembre de 1961	
Masa: 306 kg
Misión: Repitió pruebas para el estudio del espacio en misiones lunares e interplanetarias. Falló el cohete, por lo que entró en una órbita terrestre demasiado baja, de 153 × 235 km. Pronto cayó a la Tierra. Primera sonda lunar con células solares.

### Ranger 3

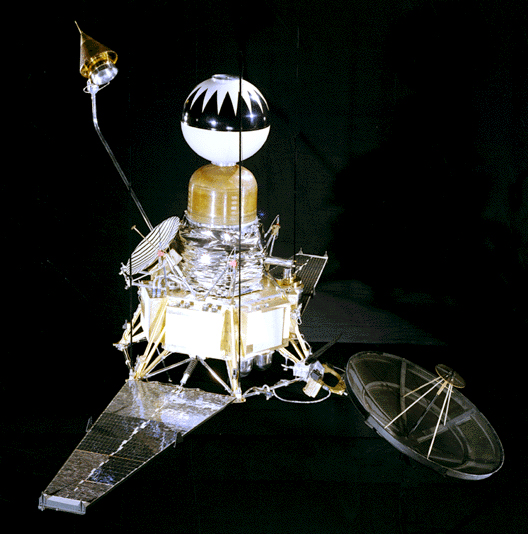
Sonda Ranger 3, 4 y 5.

Fecha de lanzamiento: 26 de enero de 1962
Masa: 330 kg
Misión: Sonda con telecámara para fotografiar la Luna en caída; pero su señal fue demasiado débil. Debido a la excesiva aceleración, pasó a 36 792 km de la Luna. Entró en órbita solar, con un período de 406,4 días.

### Ranger 4
Fecha de lanzamiento: 23 de abril de 1962
Fecha de finalización: 26 de abril de 1962	
Masa: 331 kg
Misión: Objetivos iguales a sus antecesores. Tras entrar en órbita de aparcamiento, fue puesta en trayectoria lunar. No funcionó la telecámara. Tras un fallo del programador se estrelló en la cara oculta, al suroeste del cráter Ioffe, a 15,5° S y 130,7° O, siendo la primera sonda estadounidense en impactar contra la Luna.

### Ranger 5
Fecha de lanzamiento: 18 de octubre de 1962	
Masa: 342 kg
Misión: Tras entrar en órbita de aparcamiento, se produjo el fallo de sus células solares. Pasó a 724 km de la Luna y entró en órbita solar, con período de 366 días.

### Ranger 6

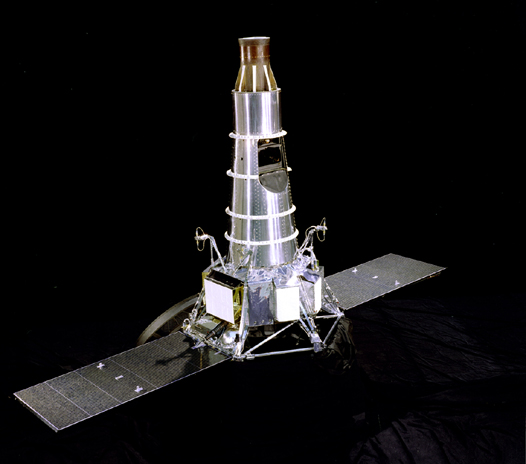
Sonda Ranger 6, 7, 8 y 9.

Fecha de lanzamiento: 30 de enero de 1964	
Masa: 365 kg
Misión dedicada a fotografiar la Luna. Al recibir la orden de funcionamiento, fallaron sus seis telecámaras. Se estrelló contra la Luna en el Mar de la Tranquilidad a 0,2° N y 21,5° E.

### Ranger 7
Fecha de lanzamiento: 28 de julio de 1964
Fecha de finalización: 31 de julio de 1964	
Masa: 365,71 kg
Misión: primeras fotografías que envía una sonda estadounidense de la cara visible de la Luna. Antes de estrellarse en las proximidades del cráter Bonpland  (a 10,7° S y 20,7° O), entre los 2100 y los 480 metros envió 4316 imágenes, con detalles de solo 38 cm.

### Ranger 8
Fecha de lanzamiento: 17 de febrero de 1965
Fecha de finalización: 20 de febrero de 1965
Masa: 367 kg
Misión: Objetivos similares a los anteriores. Antes de estrellarse contra la Luna a una velocidad de 9656 km/h en el Mar de la Tranquilidad (a 2,7° N y 24,8° E), envió 7137 imágenes.

### Ranger 9
Fecha de lanzamiento: 21 de marzo de 1965
Fecha de finalización: 24 de marzo de 1965	
Masa: 366 kg
Misión: Última sonda del programa. Antes de impactar contra la Luna ―cerca del cráter Alfonso (a 12,9° S y 2,4° O)― obtuvo 5814 imágenes, 200 de transmisión directa. Demostró que la Luna está sometida a bombardeo continuo de micrometeoritos.